# Georges Moustaki
Georges Moustaki, właśc. Giuseppe Mustacchi (ur. 3 maja 1934 w Aleksandrii, zm. 23 maja 2013 w Nicei) – francuski piosenkarz i kompozytor włosko-grecko-żydowskiego pochodzenia. Najbardziej znany z romantycznych piosenek. Pisał dla takich artystów jak: Édith Piaf (m.in. „Milord”), Dalida, Françoise Hardy, Barbara, Brigitte Fontaine, Herbert Pagani, France Gall i Cindy Daniel. Sam również wykonywał swoje utwory.

## Życiorys
Jego rodzice Sara i Nessim Moustaki byli Romaniotami, pochodzili z wyspy Korfu w Grecji. Później przenieśli się do Aleksandrii w Egipcie. Mieli księgarnię w kosmopolitycznym mieście, gdzie wiele wspólnot mieszkało razem. W domu rodzinnym wszyscy mówili po włosku, bo ciotka Giuseppe kategorycznie odmówiła posługiwania się greckim. Na ulicy dzieci mówiły po arabsku. W szkole młody Moustaki nauczył się francuskiego. Jego rodzice byli bardzo przywiązani do kultury francuskiej i razem z jego siostrami posłali go do szkoły francuskiej.
Jako młody chłopiec bardzo interesował się literaturą francuską i śpiewem. Moustaki wyjechał do Paryża w 1951 roku, gdzie zainspirowany przez młodego wówczas Georges'a Brassensa zmienił na jego cześć imię na Georges Moustaki.
Moustaki śpiewał piosenki w języku francuskim, włoskim, greckim, portugalskim, hiszpańskim, angielskim, hebrajskim i arabskim.

## Wyróżnienia
- Pod koniec 2006 roku nazwisko Georges'a Moustakiego zostało włączone do sekcji Who's Who encyklopedii Larousse.
- Uhonorowany tytułem Artysty UNESCO na rzecz Pokoju

## Dyskografia
| * 17 ans                      | * Adolescence                  | * Alexandrie                | * Amandes                          |
| * Aphorisme                   | * As-tu brisé un coeur ?       | * Aphorisme                 | * Ave Maria                        |
| * Bahia                       | * Ballade en fumée             | * Balance                   | * Ballade pour cinq instruments    |
| * Ballade de nulle part       | * Blessure                     | * Blue jeans blues          | * Boucle d'oreille                 |
| * Bye bye Bahia               | * Chanson                      | * Calix Bento               | * Cantique                         |
| * C'est là                    | * Chanson cri                  | * Chanson de Patsy          | * Chanson du mois de juin          |
| * Chanson pour elle           | * Chansons                     | * Chante ta nostalgie       | * Chanter tout haut                |
| * Ce soir mon amour           | * Chaque instant est une vie   | * Danse                     | * De Shanghai à Bangkok            |
| * Dans mon Hamac              | * Déclaration                  | * Donne du rhum à ton homme | * Eden Blues                       |
| * Eldorado                    | * En Méditérranée              | * En voyage                 | * Et pourtant dans le monde        |
| * Flamenco des Flandres       | * Il y avait un jardin         | * Images                    | * J'ai vu des rois serviles        |
| * Je suis un autre            | * Joseph                       | * Je m'appelle Daisy        | * Je ne sais pas où tu commences   |
| * Kaimos (anglais)            | * Kaimos (grec)                | * La ligne droite           | * Le petit homme et le grand homme |
| * Les amis                    | * La carte du tendre           | * L'acteur                  | * Le passager clandestin           |
| * La Pinzutu                  | * L'eau, de l'eau              | * La philosophie            | * La pierre                        |
| * Le facteur                  | * Le maraudeur                 | * Le mauvais larron         | * Le métèque                       |
| * Les amandes                 | * Les amours finissent un jour | * Les eaux de mars          | * Les enfants d'hier               |
| * Les marchands               | * Les musiciens                | * Les orgues de barbarie    | * Le temps de vivre                |
| * La dame brune               | * Les orteils au soleil        | * L'île habitée             | * L'homme au coeur blessé          |
| * Mon île de France           | * Ma liberté                   | * Marteau d'or              | * Ma solitude                      |
| * Marche de Sacco et Vanzetti | * Matin                        | * Mendiant                  | * Milord (for Édith Piaf)          |
| * Nous n'étions pas pareils   | * Natalia                      | * Où mènent ces routes?     | * Pourquoi mon Dieu?               |
| * Requiem pour n'importe qui  | * Reveline                     | * Rien n'a changé           | * Sans la nommer                   |
| * Sarah                       | * Tu m'attendais               | * Un jour tu es parti       | * Votre fille a vingt ans          |